# Ђорђе Ничић
Ђорђе Ничић (24.11.1856. Неготин- 14.10.1920. Зајечар) био је српски ботаничар и професор јестаственице (науке о природи) који је деловао на подручју југоисточне Србије. У Неготину је завршио основну школу и нижу гимназију, а потом и јестаственички одсек Велике школе у Београду. Као државни благодејанац у периоду од 1878-1981. одлази на студије природних наука у Минхен. Његов просветитељски и научни рад био је везан за подручја Врања, Пирота, Горњег Милановца и Зајечара где је службовао као професор, директор гимназија и школски надзорник.

## Рад у просвети
По повратку са студија из Минхена године 1881. указом тадашњег министра просвете и црквених послова Стојана Новаковића бива распоређен на место првог вршиоца дужности директора новоотворене Ниже Врањске гимназије. У овој пионирској дужности нештедимице се ангажује на отварању даљих разреда ниже гимназије, опремању школе и њених кабинета, као и на унапређењу услова за практичан рад и образовање ученика. Ђорђе Ничић предавао је у првом разреду нове гимназије предмете познавање човека, краснопис и немачки језик, а у другом ботанику, краснопис и немачки језик. По отварању  III и IV разреда Врањске гимназије и доласку недостајућег професорског кадра предавао је познавање човека у првом, ботанику у другом, зоологију у трећем и хемију са минералогијом у четвртом разреду. Ничић је представљао најугледнију просветарску личност у Врању и његовом крају друге половине XIX века. Поред васпитно-образовног рада, Ничић је у Врању основао хор и њиме дириговао и управљао. Године 1885. рад школе је накратко прекинут услед Српско-Бугарског рата, у коме је и Ничић био мобилисан и учествовао. У Врањској гимназији остаје до 1888. године. Крајем 1889. године бива постављен за директора и професора Пиротске гимназије, у којој остаје све до 1893. године. Након одласка из Пирота, Ничић бива постављен на место директора гимназије у Зајечару, на коме се налази у два наврата: у периоду од 1894-1898. и 1906-1907. године. Последње године свог професорског рада Ничић проводи у Зајечарској гимназији из које 1911. одлази у пензију. После завршетка Првог светског рата услед недостатка кадра гимназија у Зајечару је ангажовала пензионисаног Ђорђа Ничића од 1919. године, где је у својству хонорарног наставника предавао јестаственицу и математику, а у посебном педагошком одељењу за припрему наставног кадра за рад у основним школама предавао је зоологију. Остао је ангажован у настави до краја живота, преминувши наредне године.Поред рада на унапређењу образовне делатности и јестаственице у средњим школама, резултати његовог директорског и професорског рада били су и опремљени природњачки кабинети, формирани хербаријуми и уређени школски вртови у местима у којима је службовао.

## Научно педагошки рад
Године 1984. Ђорђе Ничић бива изабран за потпредседника Српског професорског друштва, у чијем листу ‘’Наставник’’ је један од виђенијих сарадника. Упоредо са приказом свог научног ботаничког рада, Ничић објављује неколико дела и расправа посвећених јестаственици и методици наставе природних наука у средњим школама, у којима исказује напредне и слободоумне ставове указујући на неопходност примене савремених праваца образовања у природним наукама, као и на појаву дарвинизма као прекретнице у развоју природних наука. 

## Ботаничка истраживања
Поред наставног рада, Ничић се афирмисао и као изврстан ботаничар. Од 1882.-1888. године, као и у току 1891. године обилази ближу и даљу околину Врања где проучава флору Врањског округа. Интересујући се за флору краљевине Србије развија плодну сарадњу са најугледнијим српским ботаничарем др Јосифом Панчићем а потом и др Савом Петровићем, описујући елементе те сарадње у својим делима. 
Ботаничке екскурзије Ничић прави и у Пиротском округу у току 1891. и 1892., док стари Црноречки округ обилази у периоду од 1894. до 1095. године. Из његовог рада на испитивању флоре ових подручја проистиче неколико значајних публикација. Најзначајније Ничићево дело је ’’Грађа за флору околине Врање’’, у којој је навео 1 161 врсту биљке која расте у околини Врања, од којих су неке биле нове за нашу флору, а неке и за науку. Ничићев рад и наша флора тако допиру до врха домаће и европске ботаничке науке.
Године 1886. на ботаничкој екскурзији са др Јосифом Панчићем и др Савом Петровићем на Острозубу бележи налаз зеленичета (ловорвишња, Prunus laurocerasus L. var. serbica Pančić), реликтне биљке на самој граници свог данашњег природног ареала. На овом месту зелениче и данас расте у заједници са буквом, у пределу који је заштићен као строги природни резерват Зеленичје.
Године 1904. Ничић учествује на Првом конгресу лекара и природњака у Краљевини Србији где се налази у Председништву биолошке и абиолошке секције у својству секретара. Ту саопштава дело ’’Прилог за флору Краљевине Србије’’, у коме приказује 44 принове за флору Краљевине Србије са подручја Југоисточне Србије, укључујући и врсту Hieracium Pančićii Ničić, коју тада помиње као нову врсту за науку, а која је данас позната под називом Hieracium vranjanum Pančić 1888 (Панчићева руњика). Неколико нових биљних врста за науку данас носи назив по овом природњаку: Potentilla nicicii Adamović и Euphorbia seguierana Necker subsp. niciciana (Borbás ex Novák) Rech., док је једну нову биљну врсту Ничић именовао и описао (Crocus alexandri Ničić ex Velen) . Врсте Potentilla nicicii Adamović и Crocus alexandri Ničić ex Velen се налазе на листи строго заштићених биљака у Републици Србији .

## Цитати
’’Ма да није лака ствар наставити рад наших светлих претходника [др Јосифа Панчића и др Саве Петровића, прим.], опет је наша дужност да по могућству проучавамо флору наше отаџбине и мало по мало прикупљамо грађу за што потпунији опис флоре целе Србије.’’ 
''После кратког спуштања низа страну овог виса, на један пут стадосмо, очарани дивним изгледом једне нежне биљке, у сред грубе дивљачности коју нам износи околина њена. То је било зелениче!...После првог усхићења и онакве радости, каква се ретко јавља у животу човека, ми се приближимо са највећим одушевљењем овој залуталој биљци и не могасмо се довољно нагледати и надивити лепоти њеног лишћа...Али после силне очараности, коју на први поглед изазива у души и осећајима посматрача ова биљка на овоме месту, долазе други утисци, који посматрача прожимају тугом и изазивљу саучешће према њој. Јер што дуже посматрамо њу и њену околину, то нам више пада у очи тешки положај у ком она овде вегетира.''
’’Настава из природних наука спрема ученике да правилно схвате и свесно врше своје дужности у друштву, и да сваки по могућству припомогне решавању савремених културних задатака....Настава дакле треба да развије код ученика разум и љубав ка природи, упознајући их са појединачним предметима, појавама и законима њеним као с деловима једне целине, у којој свака јединица носи на себи печат те целине и испољава на себи основни појам универсе: целисходност и лепоту. ’’ 
‘’У колико ученик дубље улази у природне науке, утолико тачније сазнаје не само своје моћи и немоћи, него исправља и допуњује своје погрешне назоре, напушта лажљеве самообмане, цени истину и постаје стрпељив, скроман и благ, а то је пут, којим се води воља к истински хуманим тежњама и делима.’’